# Лаурија
Лаурија (итал. Lauria) је насеље у Италији у округу Потенца, региону Базиликата.
Према процени из 2011. у насељу је живело 4660 становника. Насеље се налази на надморској висини од 481 м.

## Становништво
Према резултатима пописа становништва 2011. у општини је живело 13.262 становника.
| 1951.  | 1961.  | 1971.  | 1981.  | 1991.  | 2001.  | 2011.  |
| ------ | ------ | ------ | ------ | ------ | ------ | ------ |
| 11.965 | 12.644 | 13.378 | 13.447 | 13.752 | 13.801 | 13.262 |